# Аквазалијенте (Виченца)
Аквазалијенте (итал. Acquasaliente) је насеље у Италији у округу Виченца, региону Венето.
Према процени из 2011. у насељу је живело 34 становника. Насеље се налази на надморској висини од 504 м.